# Псой Короленко
Псой Галактио́нович Короле́нко (настоящее имя — Па́вел Эдуа́рдович Лио́н; род. 26 апреля 1967, Москва) — российский музыкант-перформансист, автор и исполнитель песен, филолог и журналист. Кандидат филологических наук (1997). 

## Происхождение псевдонима
Предметом исследований и темой кандидатской диссертации Павла Лиона было творчество Владимира Галактионовича Короленко. Псевдоним «Псой Короленко» был подсказан шуткой В. Г. Короленко из его письма к брату Иллариону, где он иронизирует над семейным обычаем называть детей по святцам: «Ты — Илларион, отец — Галактион. Родись я в День святого Псоя — быть мне бы Псоем Короленко».

## Биография
Родился в Москве, в середине 2010-х переехал в США, живёт в окрестностях Вашингтона.
С 1973 по 1978 год учился в московской музыкальной школе № 3 имени Мясковского. В 1977—1984 годах обучался в средней школе № 9. Окончил русское отделение филологического факультета МГУ имени М. В. Ломоносова (1992) и аспирантуру там же. Ученик Н. И. Либана.
С 1994 по 1996 год — преподаватель русской литературы в Гуманитарном институте телевидения и радиовещания.
С 1994 по 2004 год преподавал литературу в Лицее при Институте государственного управления и социальных исследований МГУ (позже — факультет государственного управления МГУ).
В 1997 году в МГУ защитил диссертацию на соискание учёной степени кандидата филологических наук по теме «Литературная позиция В. Г. Короленко» (специальность 10.01.01 — русская литература). В том же году начал выступать как исполнитель собственных песен и песен других авторов под псевдонимом Псой Короленко.
В 1999—2000 годах изучал идиш в Канзасском университете в рамках Программы стажировки для преподавателей вузов (JFDP), тогда же начал выступать в США и написал эссе «Кот внутри», посвящённое У. Берроузу.
С января по июнь 2003 года вёл специальный курс «Singing the World / Песня в современном мире» в Тринити-колледже.
Был редактором интернет-издания «Полит.ру».
С января по июнь 2005 года — редактор отдела культуры журнала «Огонёк».
С июня 2003 по май 2004 года — еженедельное музыкальное шоу в клубе «Апшу». С июня 2004 по май 2006 — еженедельное музыкальное шоу «В О. Г. И. НА ПСОЯ» в клубе «Проект О. Г. И.». С ноября 2006 года — ежемесячное музыкально-визуальное кабаре «POWERЬ&ПОЙNT» в клубе «Проект О. Г. И.».
С 2009 года — приглашённый артист (artist-in-residence) в Мичиганском университете в Анн-Арборе с проектом «SPELL-ART: Foreign Elements in Song and Performance».
Регулярно выступает в России, США, Израиле и других странах. По происхождению еврей, по вероисповеданию православный христианин.
17 ноября 2012 выступил в телепрограмме «Минута славы» с песней «Остров, на котором есть всё».
В 2019 году Псой Короленко был выдвинут на премию Грэмми в номинации «The Lost Songs Of World War II» (лучший альбом этнической музыки) за проект «Yiddish Glory» (совместно с Анной Штерншис). Альбом «Затерянные песни Второй мировой войны» состоит из песен на идише, сочинённых в период Второй мировой войны и Холокоста.
В апреле 2019 года стал одним из чтецов Тотального диктанта.

## Творчество
Его выступления запоминаются особым стилем исполнения, смесью языков, обсценными текстами, неожиданными культурологическими аллюзиями. В репертуар, кроме собственных песен, входят многочисленные переводы, кавер-версии (включая перепевки песен начала XX века), а также песни Шиша Брянского. Поёт, аккомпанируя себе на клавишных инструментах, чаще всего это так называемая «гармоха» — синтезатор Casio с включённым тембром аккордеона. Экспериментирует с разными песенными традициями, поёт на 6—7 языках, в основном на русском, идише, английском и французском, зачастую на смешении нескольких из них одновременно, иногда со вставками и на других языках, например, на украинском.
В 2014 году Псой Короленко написал новые тексты к «бесконечным» куплетам «короля эксцентрики» 1910-х годов Михаила Савоярова и создал на их основе новую концертную программу «Благодарю покорно!». По словам артиста, он начал заниматься наследием полузабытого куплетиста начала XX века, поскольку Михаил Савояров —  знаковая фигура влияния многих комических куплетистов начала прошлого века и фигура, входившая в литературный контекст Александра Блока. Новая савояровская программа не вошла в стандартный репертуар кабаре «Русское богатство», но это пробный проект, который многократно исполнялся на презентации.
Выступал также совместно с Наталией Беленькой (Натслой).

### Дискография
- 2000 — Песня про Бога
- 2001 — Fioretti
- 2002 — Песнь песней Псоя Короленко
- 2003 — Шлягер века (книга + CD)
- 2004 — Gonki (совместно с Neoangin)
- 2006 — Un Vu Iz Der Onheyb Fun Foterland (идиш און װוּ איז דער אָנהײב פון פאָטערלאנד‎, «С чего начинается Родина»), совместно с «All Stars Klezmer Band»)
- 2007 — Русское Богатство. Том I. CD+DVD (совместно с Алёной Аренковой, a.k.a. Алёной Алёнковой)
- 2008 — The Unternationale: The First Unternational (совместно с Daniel Kahn и «Oy Division»)
- 2008 — На лестнице дворца. Французские народные песни в переводе Киры Сапгир (совместно с Ольгой Чикиной, Яной Овруцкой, Алёной Аренковой, Митей Храмцовым, Павлом Фахртдиновым и Объединённым Оркестром Москвы и Петербурга)
- 2010 — Под покровом нощи (Совместно с группой «Опа!»)
- 2011 — Shloyme (Timofeev Ensemble & Psoy Korolenko)
- 2013 — Русское Богатство. Том II. (совместно с Алёной Аренковой, a.k.a. Алёной Алёнковой)
- 2013 — Dicunt (совместно с «Oy Division»)
- 2013 — Жить не по лжи (Совместно с группой «Опа!»)
- 2015 — Имармения — Песни о том, что сбывается.
- 2015 — НННН № 2 ПППП (Совместно с Игорем Крутоголовым)
- 2017 — Equine Canine Soldier Whore (Совместно с The Israelifts)

#### Неизданные записи
- Труды по знаковым системам (1999) — сетевой альбом, записанный в Тарту
- Раньше и сейчас — квартирный концерт 1999 года
- С любовью приступим — квартирный концерт 1998 года

### Фильмография
- 2003 — «Светские хроники» — певец
- 2005 — «Пыль» — Брат Павел
- 2009 — «Короткое замыкание» — Лодочник (новелла «Поцелуй креветки»)
- 2009 — «Царь» — священник
- 2011 — «Звёздный ворс» — певец

## Награды и премии
- Премия «Скрипач на крыше» в номинации «Культурное событие года» (2019) — за создание альбома «Идиш Глори: Потерянные песни Второй мировой войны» [13].

### Статьи
- Статьи Псоя в «Независимой газете»
- Материалы Псоя на сайте «Русский репортёр»
- Публикации в Русском Журнале (1999—2001)
- Павел Лион. В. Г. Короленко: телеология очерка-новеллы
- Мила Назырова, Павел Лион. Короленко как Ксенофонт. К вопросу о литературном «самоопределении» В. Г. Короленко
- «Из бранного — в избранное», первое после…словие после первой книги (о М. Савоярове)

### Интервью
- «Абсолютно голенький» Александр Морсин («Сиб.фм»)
- «Держи ум твой во аде и не отчаивайся!» Геннадий Кацов («Теленеделя»)
- «Безумие пройдет стороной» Оксана Ширкина (Jewish.ru)
- «Юмор-шмюмор, лишь бы был здоров» Артем Костюковский («Московские новости»)
- «Лев Толстой, Хлебников, Хармс — это наши сверстники» Денис Бояринов (Colta.Ru)
- «У меня такой пушистый хвост!» Олег Сулькин («Голос Америки»)
- «Сегодня вместо демонстраций существует шоу-бизнес» Ника Дубровская («Частный корреспондент»)
- «Субботнее интервью. Псой Короленко» Евгения Лавут («Радио Свободы»)
- «Когда любовь ощущается как зло, это очень жутко» Свящ. Сергий Круглов («Православие и мир»)
- «Солнечное и лунное начала в еврейской традиции» Александр Дугин (Программа «Мобилизация» на телеканале «О2ТВ»)
- «О смысле творчества» Павел Бурмистров («Русский репортер»)
- «Озверели далеко не все», Псой Короленко о политике («Новая газета», Ян Шенкман, 26 июня 2016)
- «Я хотел быть похожим на Дуремара», читательская биография Псоя Короленко (Мария Нестеренко, 7 августа 2017)
- «Чудеса бывают только в жизни» (Псой Короленко и Анна Штерншис о номинированном на Grammy альбоме еврейских песен, «Коммерсантъ» от 15 декабря 2018)